# اسفجیر
اسفجیر، روستایی است از توابع بخش خبوشان شهرستان فاروج در استان خراسان شمالی ایران.

## جمعیت
این روستا در دهستان حصار قرار داشته و براساس سرشماری سال ۱۳۸۵جمعیت آن ۸۹۶نفر (۲۳۹خانوار) بوده‌است.

## موقعیت
اسفجیر روستای است خوش آب و هوا و با داشتن رودخانه‌ای، از جاذبه گردشگری زیبایی برخوردار است. درخت چنار قدیمی آن که در حیاط مسجد آن قرار دارد یکی از کهنسالترین درختان چنار ایران است.